# Metropolitano (Lima)
El Metropolitano, oficialmente Corredor Metropolitano, es un sistema de autobuses de tránsito rápido que opera en la ciudad de Lima, capital del Perú. Está compuesto por un corredor segregado atendido por itinerarios regulares y expresos, así como una red alimentadora en los terminales. Su administración está a cargo de la ATU y, junto al metro y los corredores complementarios, forma parte del Sistema Integrado de Transporte.
El corredor se extiende de norte a sur atravesando 56 estaciones (12 sin operación), desde el terminal Chimpu Ocllo en Carabayllo, hasta el terminal Matellini en Chorrillos. Antes del 16 de diciembre de 2023 el corredor iba desde el terminal Naranjal en Independencia hasta el terminal Matellini. Una de las características de este sistema de transporte es el uso exclusivo de carriles, además del embarque a través de plataformas elevadas, no pudiendo ingresar al autobús desde el nivel del suelo.

## Historia
Los orígenes del Metropolitano se remontan al proyecto «Lima Bus», que fue planificado y propuesto durante la gestión del exalcalde Alberto Andrade Carmona. En 2004 se anunció la planificación del corredor vial para el sistema de transporte a bus con una inversión de 134 millones de dólares: $45 millones provinieron del préstamo del Banco Mundial, otros $45 millones del Banco Interamericano de Desarrollo (BID) y los $44 millones restantes de la propia Municipalidad de Lima.
La construcción inició en abril de 2007, con el cierre del carril central de la vía expresa de la avenida Paseo de la República. En julio comenzó la construcción de las vías troncales en el mismo tramo. El 16 de julio comenzó la construcción de la Estación Central. En mayo de 2008, se inició la excavación de los túneles que conectan la Estación Central con las vías expresas de Paseo de la República y Miguel Grau.
El 1 de mayo de 2010, se inició una marcha blanca en el tramo sur, desde el terminal Matellini hasta la Estación Central. El 28 de julio del mismo año, inició la operación formal pagada del servicio en el tramo sur. Finalmente, el 2 de octubre del mismo año, inició la operación formal pagada de los tramos centro y norte, completando toda la ruta la troncal de este servicio. Fue puesto en servicio el 28 de julio de 2010, durante la segunda gestión del exalcalde Luis Castañeda.
En septiembre del 2020, su administración pasó de la Municipalidad de Lima a la nueva Autoridad de Transporte Urbano para Lima y Callao del Ministerio de Transportes y Comunicaciones (Gobierno Central), y posteriormente fue renombrado como Corredor Metropolitano.
En 2024, se realizó la ceremonia del inicio de la construcción de corredor de 2.8 kilómetros del Metropolitano en la Vía Expresa Grau que se conectará con la línea 1 del Metro de Lima y Callao, los trabajos comprende la pavimentación y cuatro nuevas estaciones.

### Extensión hasta Chimpu Ocllo
En marzo de 2019, el entonces alcalde de Lima Jorge Muñoz señaló que el presidente Martín Vizcarra anunció la transferencia del presupuesto para ejecutar la obra de ampliación de la línea del Metropolitano, que consiste en la construcción de una vía de 12 kilómetros desde la terminal Naranjal, en Independencia, hasta la avenida Chimpu Ocllo, en el distrito de Carabayllo.
El 4 de febrero del 2021 se iniciaron las obras de ampliación y se manifestó que la ruta estaría lista a mediados de 2022. Muñoz explicó que esta obra consta de un corredor exclusivo de 10,2 kilómetros, que tendrá 18 estaciones (17 intermedias y 1 estación terminal) y un patio taller. En agosto de 2022, fecha estipulada para la conclusión de la obra, la Municipalidad de Lima informó que tenía un 82% de avance y que sería culminada en 2023. Finalmente, el 15 de diciembre de 2023, se inauguraron las 4 primeras estaciones (de las 18 proyectadas): Universidad, Veintidós de Agosto, Andrés Belaunde y Los Incas. En abril de 2024, la ATU anunció que las obras de ampliación norte del Metropolitano tienen un avance del 91%. Finalmente el 20 de diciembre del 2024, el presidente de la ATU David Augusto Hernández Salazar y el alcalde Rafael López Aliaga inauguraron el nuevo terminal Chimpu Ocllo y anunciaron a través de su redes sociales la apertura del terminal para el 21 de diciembre con 2 etapas previas.

### Otras extensiones
En 2024, el alcalde de Lima Rafael López Aliaga anunció que se había elaborado un expediente técnico para ampliar el Metropolitano al distrito de Puente Piedra.
En el 2025 el Metropolitano tendrá tres nuevas estaciones: Abancay, Nicolás de Piérola y Parinacochas. Además, una estación de transferencia que será Nicolás Ayllón se convertirá en un punto de transferencia crucial, permitiendo a los pasajeros hacer un transbordo directo hacia la estación Miguel Grau de la Línea 1 del Metro de Lima. Asimismo, la ruta que será el eje de la interconexión es la Vía Expresa Grau, con una longitud de 2.8 kilómetros.
Con la ampliación de la Vía Expresa Luis Bedoya Reyes, se proyecta la ampliación de estaciones del metropolitano hasta el intercambio con la estación Atocongo de la Línea 1 del Metro de Lima.

### Críticas y colapsos
El proyecto fue observado por especialistas en transporte y urbanistas desde el inicio de su construcción en el año 2008; se denunciaban retrasos de obras, fallas en su trazado, y se calculaba que no soportaría la demanda de pasajeros, teniendo en cuenta la experiencia del Transmilenio de Bogotá (colapsado a 8 años de su inauguración). Se alegaba que el proyecto no fue pensado a largo plazo y se recomendaba que se construyera un sistema de monorriel a cuyas estaciones se accedería mediante los buses articulados desde las zonas periféricas.
Desde 2015, a 5 años de su inauguración, el sistema mostró varios colapsos en la demanda de usuarios, quienes denunciaban largas colas, tiempos de espera de hasta 1 hora y poca frecuencia de buses articulados. En el verano 2024, se denunció que durante las horas pico, la mayoría de las estaciones no podían albergar las extensas colas generadas por los usuarios, ocasionando que algunos servicios regulares o expresos tengan que variar su ruta para llegar mucho más rápido y así descongestionar algunas estaciones y también conllevó a que estos tuvieran que ubicarse en las vías del Metropolitano poniendo en riesgo su integridad física.

## Recorrido y horarios
Este sistema de transporte público tiene una extensión alrededor de 37.2 km de largo (incluyendo el nuevo Terminal). Tiene dos subsistemas diferenciados:
- El corredor troncal o COSAC I, siglas de Corredor Segregado de Alta Capacidad,[22] con 42 estaciones.
- Los servicios alimentadores, que tienen recorridos locales y trasladan pasajeros hacia las estaciones terminales.

### Troncal
El sistema cuenta con una estación subterránea, denominada Estación Central. La estación tiene cuatro accesos para los buses: av. Grau, av. Paseo de la República, jirón Lampa y av. España. Los pasajeros pueden ingresar a través de seis entradas: Palacio de Justicia, Museo de Arte Italiano y Parque de la Exposición. En la Estación Central, además, hay una zona comercial de dos niveles. La estación está ubicada debajo del Paseo de los Héroes Navales.
También hay otras tres estaciones importantes ubicadas a cada extremo de la vía: La primera se ubica entre las avenidas Isabel Chimpu Ocllo y Universitaria, llamada Terminal Chimpu Ocllo (en Carabayllo, al norte), también entre intersecciones de las av. Túpac Amaru, cdra. 45, con av. Chinchaysuyo cdra. 1, llamada terminal Naranjal (en Independencia, al norte) y otra en la intersección de Matellini con prolongación Paseo de la República llamada terminal Matellini (en Chorrillos, al sur). Además, cuenta con otras 53 estaciones intermedias y 159 paraderos autorizados contando las de las vías alimentadoras.
La ruta que sigue el corredor vial empieza en el distrito de Carabayllo, al norte de la ciudad, y va parte de la avenida Universitariahasta llegar al distrito de Independencia, continua su recorrido y parte de la avenida Túpac Amaru hasta la avenida Caquetá, de ahí sigue hasta la plaza Castilla donde se bifurca: por un lado, sigue hacia la plaza Dos de Mayo hasta la avenida España e ingresa a la Estación Central Grau; de otro lado va hacia el Jirón Lampa a través de la avenida Tacna, una vez allí toma dirección hacia la Estación Central Grau.
Desde la Estación Central toma dirección hacia el Sur a través de lo que hoy en día es la vía expresa de Paseo de la República hasta su final, luego sigue con dirección hacia el óvalo José Balta, sigue hacia la Municipalidad de Barranco, el estadio municipal de ese distrito, para después llegar a la Escuela Militar de Chorrillos, una vez allí sigue para finalizar su recorrido en la urbanización Matellini, cerca al límite del distrito de Chorrillos con Surco.
Itinerario
Datos actualizados según Portal ATU en junio de 2025
| Estación                         | Servicios | Servicios                         | Servicios        | Servicios                                                                           | Servicios        | Servicios              |
| Estación                         | Regulares | Expresos                          | Expresos         | Expresos                                                                            | Expresos         | Lechucero              |
| Estación                         | Regulares | Rum. Sur a Norte                  | Rum. Sur a Norte | Rum. Norte a Sur                                                                    | Rum. Norte a Sur | Lechucero              |
| Estación                         | Regulares | Mañana                            | Tarde            | Mañana                                                                              | Tarde            | Lechucero              |
| -------------------------------- | --------- | --------------------------------- | ---------------- | ----------------------------------------------------------------------------------- | ---------------- | ---------------------- |
| Chimpu Ocllo                     |           | Logo Expreso 11                   | -                | Logo Expreso 11                                                                     | -                | -                      |
| San Felipe                       |           |                                   |                  |                                                                                     |                  |                        |
| San Carlos                       |           |                                   |                  |                                                                                     |                  |                        |
| La Alborada                      |           |                                   |                  |                                                                                     |                  |                        |
| Los Incas                        |           | Logo Expreso 11 · Logo Expreso 11 | -                | Logo Expreso 11                                                                     | -                | -                      |
| Sangarará                        |           |                                   |                  |                                                                                     |                  |                        |
| Jamaica                          |           |                                   |                  |                                                                                     |                  |                        |
| Micaela Bastidas                 |           |                                   |                  |                                                                                     |                  |                        |
| Andrés Belaunde                  |           | Logo Expreso 11                   | -                | Logo Expreso 11 · Logo Expreso 11                                                   | -                | -                      |
| Los Ángeles                      |           |                                   |                  |                                                                                     |                  |                        |
| Veintidós de Agosto              |           | Logo Expreso 11                   | -                | Logo Expreso 11                                                                     | -                | -                      |
| José Pagador                     |           |                                   |                  |                                                                                     |                  |                        |
| Las Vegas                        |           | Logo Expreso 11                   | -                | Logo Expreso 11                                                                     |                  |                        |
| Universitaria                    |           |                                   |                  |                                                                                     |                  |                        |
| Universidad                      |           | Logo Expreso 11                   | -                | Logo Expreso 11                                                                     | -                | -                      |
| Maestro Peruano                  |           |                                   |                  |                                                                                     |                  |                        |
| Los Platinos                     |           |                                   |                  |                                                                                     |                  |                        |
| Santa Ligia                      |           |                                   |                  |                                                                                     |                  |                        |
| Naranjal                         |           | Logo Expreso 11                   |                  | Logo Expreso 10 Metropolitano                                                       |                  | Logo Expreso Lechucero |
| Izaguirre                        |           |                                   |                  |                                                                                     |                  | Logo Expreso Lechucero |
| Pacífico                         |           | -                                 | -                | Logo Expreso 11                                                                     | -                | -                      |
| Independencia                    |           | -                                 |                  |                                                                                     |                  | -                      |
| Los Jazmines                     |           | -                                 | -                | -                                                                                   | -                |                        |
| Tomás Valle                      |           |                                   |                  |                                                                                     |                  | Logo Expreso Lechucero |
| El Milagro                       |           | -                                 | -                | -                                                                                   | -                | -                      |
| Honorio Delgado                  |           | -                                 | -                | -                                                                                   | -                | -                      |
| UNI                              |           |                                   |                  | Logo Expreso 11                                                                     |                  | Logo Expreso Lechucero |
| Parque del Trabajo               |           | -                                 | -                | -                                                                                   | -                | -                      |
| Caquetá                          |           |                                   |                  | Logo Expreso 10 Metropolitano                                                       |                  | -                      |
| Dos de Mayo                      |           |                                   |                  |                                                                                     |                  | -                      |
| Quilca                           |           |                                   |                  |                                                                                     |                  | -                      |
| España                           |           |                                   |                  |                                                                                     |                  | -                      |
| Ramón Castilla                   |           | -                                 | -                | Logo Expreso 10 Metropolitano                                                       | -                | Logo Expreso Lechucero |
| Tacna                            |           | -                                 | -                | Logo Expreso 10 Metropolitano                                                       | -                | -                      |
| Jirón de la Unión                |           | -                                 | -                | Logo Expreso 10 Metropolitano                                                       | -                | Logo Expreso Lechucero |
| Colmena                          |           | -                                 | -                | Logo Expreso 10 Metropolitano                                                       | -                | -                      |
| Estación Central                 |           | Logo Expreso 11 · Logo Expreso 11 |                  | Logo Expreso 10 Metropolitano · Logo Expreso 11 · Logo Expreso 12 · Logo Expreso 11 |                  | -                      |
| Estadio Nacional                 |           |                                   |                  | Logo Expreso 12                                                                     |                  | -                      |
| México (Sur)                     |           | -                                 | -                | -                                                                                   | -                | -                      |
| Canadá                           |           |                                   |                  |                                                                                     |                  | Logo Expreso Lechucero |
| Javier Prado                     |           |                                   |                  | Logo Expreso 12                                                                     |                  | -                      |
| Canaval y Moreyra / Andrés Reyes |           |                                   |                  | Logo Expreso 12                                                                     |                  | -                      |
| Comunidad Andina/Aramburú        |           | -                                 |                  |                                                                                     | -                | -                      |
| Domingo Orué                     |           | -                                 |                  | -                                                                                   | -                | -                      |
| Angamos                          |           |                                   |                  | Logo Expreso 12                                                                     |                  | Logo Expreso Lechucero |
| Ricardo Palma                    |           |                                   |                  |                                                                                     |                  | Logo Expreso Lechucero |
| Benavides                        |           |                                   |                  | Logo Expreso 12                                                                     |                  | -                      |
| Veintiocho de Julio              |           | -                                 | -                |                                                                                     |                  | -                      |
| Plaza de Flores                  |           |                                   |                  |                                                                                     |                  | -                      |
| Balta                            |           |                                   |                  |                                                                                     |                  | Logo Expreso Lechucero |
| Bulevar                          |           | -                                 | -                | -                                                                                   | -                | Logo Expreso Lechucero |
| Estadio Unión                    |           |                                   |                  |                                                                                     |                  | -                      |
| Escuela Militar                  |           | -                                 | -                | -                                                                                   | -                | -                      |
| Fernando Terán                   |           |                                   |                  |                                                                                     |                  | -                      |
| Rosario de Villa                 |           | -                                 | -                | -                                                                                   | -                | -                      |
| Terminal Matellini               |           |                                   |                  |                                                                                     |                  | Logo Expreso Lechucero |

### Horarios
Los horarios de los servicios varían en función al momento del día, así como en la dirección del recorrido. En el siguiente cuadro, por norte y sur se hace referencia a la estación terminal en el sentido de viaje, es decir hacia Los Incas y Matellini respectivamente.
| Servicio            | Lunes a viernes                        | Lunes a viernes                        | Sábado                                 | Sábado                                 | Domingo       | Domingo       |
| Servicio            | Rumbo Norte                            | Rumbo Sur                              | Rumbo Norte                            | Rumbo Sur                              | Rumbo Norte   | Rumbo Sur     |
| ------------------- | -------------------------------------- | -------------------------------------- | -------------------------------------- | -------------------------------------- | ------------- | ------------- |
| Regular             | 05:35 - 23:00                          | 05:00 - 23:00                          | 05:35 - 23:00                          | 05:00 - 23:00                          | 05:35 - 22:00 | 05:00 - 23:00 |
| Regular             | 10:00 - 23:00                          | 10:00 - 23:00                          | 05:00 - 23:00                          | 05:00 - 23:00                          | 05:00 - 22:00 | 05:00 - 22:00 |
| Regular             | 05:00 - 23:00                          | 05:00 - 23:00                          | 05:00 - 23:00                          | 05:00 - 23:00                          | 05:00 - 22:00 | 05:00 - 22:00 |
| Regular             | 05:00 - 10:00                          | 05:00 - 10:00                          | Sin servicio                           | Sin servicio                           | Sin servicio  | Sin servicio  |
| Expreso             | 05:30 - 21:00                          | 05:00 - 21:00                          | 06:30 - 21:00                          | 06:00 - 21:00                          | 06:30 - 21:00 | 06:00 - 21:00 |
| Expreso             | 17:00 - 21:00                          | 05:00 - 9:00                           | 12:30 - 15:30                          | 06:00 - 09:00                          | Sin servicio  | Sin servicio  |
| Expreso             | 17:00 - 21:00                          | Sin Servicio                           | 12:30 - 15:30                          | Sin servicio                           | Sin servicio  | Sin servicio  |
| Expreso             | 09:00 - 17:00                          | 09:00 - 17:00                          | 05:15 - 20:20                          | 05:15 - 20:20                          | Sin servicio  | Sin servicio  |
| Expreso             | Sin servicio                           | 05:30 - 10:00                          | Sin servicio                           | Sin servicio                           | Sin servicio  | Sin servicio  |
| Expreso             | Sin servicio                           | 05:30 - 09:00                          | Sin servicio                           | Sin servicio                           | Sin servicio  | Sin servicio  |
| Expreso             | 17:00 - 21:00                          | 17:00 - 20:20                          | Sin servicio                           | Sin servicio                           | Sin servicio  | Sin servicio  |
| Expreso             | 05:30 - 09:00                          | 05:30 - 09:00                          | Sin servicio                           | Sin servicio                           | Sin servicio  | Sin servicio  |
| Expreso             | Sin Servicio                           | 06:00 - 09:00                          | Sin servicio                           | Sin servicio                           | Sin servicio  | Sin servicio  |
| Expreso             | 05:45 - 10:45                          | 05:00 -10:00                           | Sin servicio                           | Sin servicio                           | Sin servicio  | Sin servicio  |
| Expreso             | Sin servicio                           | 05:45 - 10:00                          | Sin servicio                           | Sin servicio                           | Sin servicio  | Sin servicio  |
| Expreso             | 05:50 - 10:00                          | 05:00 - 10:00                          | Sin servicio                           | Sin servicio                           | Sin servicio  | Sin servicio  |
| Súper Expreso       | 17:00 - 21:00                          | 05:30 - 09:00                          | Sin Servicio                           | 06:00 - 09:00                          | Sin servicio  | Sin servicio  |
| Súper Expreso Norte | 05:00 - 10:00                          | 05:30 - 10:00                          | Sin servicio                           | Sin servicio                           | Sin servicio  | Sin servicio  |
| Súper Expreso Norte | 16:30 - 20:30                          | 17:00 - 21:00                          | Sin servicio                           | Sin servicio                           | Sin servicio  | Sin servicio  |
| Súper Expreso Norte | Sin Servicio                           | 06:00 - 08:30 (Veintidós de Agosto)    | Sin servicio                           | Sin servicio                           | Sin servicio  | Sin servicio  |
| Lechucero           | 23:30 - 04:00 (solo viernes y sábados) | 23:30 - 04:00 (solo viernes y sábados) | 23:30 - 04:00 (solo viernes y sábados) | 23:30 - 04:00 (solo viernes y sábados) | Sin servicio  | Sin servicio  |

## Estaciones
| Estación                         | Ubicación                                                  | Distrito                             |
| TRAMO NORTE                      | TRAMO NORTE                                                | TRAMO NORTE                          |
| -------------------------------- | ---------------------------------------------------------- | ------------------------------------ |
| Chimpu Ocllo                     | Av. Isabel Chimpu Ocllo con Av. Universitaria              | Carabayllo                           |
| San Felipe                       | Av. San Felipe con Av. Universitaria                       | Comas (Lista para su operación)      |
| San Carlos                       | Av. San Carlos con Av. Universitaria                       | Comas (Lista para su operación)      |
| La Alborada                      | Jr. Los Nísperos con Av. Universitaria                     | Comas (Lista para su operación)      |
| Los Incas                        | Av. Los Incas con Av. Universitaria                        | Comas                                |
| Sangarará                        | Av. Sangarará con Av. Universitaria                        | Comas (Lista para su operación)      |
| Jamaica                          | Av. Jamaica con Av. Universitaria                          | Comas (Lista para su operación)      |
| Micaela Bastidas                 | Av. Micaela Bastidas con Av. Universitaria                 | Comas (Lista para su operación)      |
| Andrés Belaunde                  | Av. Víctor Andrés Belaunde Oeste con Av. Universitaria     | Comas                                |
| Los Ángeles                      | Av. Guillermo De La Fuente con Av. Universitaria           | Comas (Lista para su operación)      |
| Veintidós de Agosto              | Av. 22 de Agosto con Av. Universitaria                     | Comas                                |
| José Pagador                     | Jr. José Pagador con Av. Universitaria                     | Comas (Lista para su operación)      |
| Las Vegas                        | Av. México con Av. Universitaria                           | Comas                                |
| Universitaria                    | Av. Universitaria con Av. El Parral                        | Comas (Lista para su operación)      |
| Universidad                      | Av. Universitaria con Av. Metropolitana                    | Comas                                |
| Maestro Peruano                  | Av. Maestro Peruano con Av. Metropolitana                  | Comas (Lista para su operación)      |
| Los Platinos                     | Jr. Platino con Av. Metropolitana                          | Comas (Lista para su operación)      |
| Santa Ligia                      | Jr. Santa Ligia con Av. Metropolitana                      | Comas (Lista para su operación)      |
| Naranjal                         | Av. Túpac Amaru con Av. Chinchaysuyo y Av. Los Alisos      | Independencia                        |
| Izaguirre                        | Av. Túpac Amaru con Av. Izaguirre                          | Independencia                        |
| Pacífico                         | Av. Túpac Amaru con Av. El Pacífico                        | Independencia                        |
| Independencia                    | Av. Túpac Amaru con Av. Los Pinos                          | Independencia                        |
| Los Jazmines                     | Av. Túpac Amaru con Av. Los Jazmines                       | Independencia                        |
| Tomás Valle                      | Av. Túpac Amaru con Av. Tomás Valle                        | Independencia y San Martín de Porres |
| El Milagro                       | Av. Túpac Amaru con Av. Fray Bartolomé de las Casas        | Rímac y San Martín de Porres         |
| Honorio Delgado                  | Av. Túpac Amaru con Av. Honorio Delgado                    | Rímac y San Martín de Porres         |
| UNI                              | Av. Túpac Amaru con Av. Eduardo de Habich                  | Rímac y San Martín de Porres         |
| Parque del Trabajo               | Av. Caquetá con Av. Miguel Grau                            | Rímac y San Martín de Porres         |
| Caquetá                          | Av. Caquetá con Vía de Evitamiento                         | Rímac y San Martín de Porres         |
| Inicio de bifurcación            |                                                            |                                      |
| RAMAL ALFONSO UGARTE - ESPAÑA    |                                                            |                                      |
| Dos de Mayo                      | Av. Alfonso Ugarte con Plaza 2 de Mayo                     | Lima                                 |
| Quilca                           | Av. Alfonso Ugarte con Jirón Quilca                        | Lima y Breña                         |
| España                           | Av. Alfonso Ugarte con Av. España                          | Lima y Breña                         |
| RAMAL EMANCIPACIÓN - LAMPA       |                                                            |                                      |
| Ramón Castilla                   | Av. Emancipación con Plaza Ramón Castilla                  | Lima                                 |
| Tacna                            | Av. Emancipación con Av. Tacna                             | Lima                                 |
| Jirón de la Unión                | Av. Emancipación con Jirón de la Unión                     | Lima                                 |
| Colmena                          | Jirón Lampa con Av. Nicolás de Piérola                     | Lima                                 |
| Fin de bifurcación               |                                                            |                                      |
| Estación Central                 | Paseo de los Héroes Navales                                | Lima                                 |
| TRAMO SUR                        |                                                            |                                      |
| Estadio Nacional                 | Av. Paseo de la República con Jirón Sebastián Barranca     | Lima y La Victoria                   |
| México                           | Av. Paseo de la República con Av. México                   | Lima y La Victoria                   |
| Canadá                           | Av. Paseo de la República con Av. Canadá                   | Lince y La Victoria                  |
| Javier Prado                     | Av. Paseo de la República con Av. Javier Prado             | Lince y La Victoria                  |
| Canaval y Moreyra / Andrés Reyes | Av. Paseo de la República con Av. Canaval y Moreyra        | San Isidro                           |
| Comunidad Andina/Aramburú        | Av. Paseo de la República con Av. Aramburú                 | San Isidro, Miraflores y Surquillo   |
| Domingo Orué                     | Av. Paseo de la República con Av. Domingo Orué             | Miraflores y Surquillo               |
| Angamos                          | Av. Paseo de la República con Av. Angamos                  | Miraflores y Surquillo               |
| Ricardo Palma                    | Av. Paseo de la República con Av. Ricardo Palma            | Miraflores y Surquillo               |
| Benavides                        | Av. Paseo de la República con Av. Benavides                | Miraflores                           |
| Veintiocho de Julio              | Av. Paseo de la República con Av. Veintiocho de Julio      | Miraflores                           |
| Plaza de Flores                  | Av. Paseo de la República con Jr. Carlos Arrieta           | Barranco                             |
| Balta                            | Av. República de Panamá con Av. Balta                      | Barranco                             |
| Bulevar                          | Av. Francisco Bolognesi con Calle Pazos                    | Barranco                             |
| Estadio Unión                    | Av. Escuela Militar con Calle Deportes                     | Barranco                             |
| Escuela Militar                  | Av. Escuela Militar con Villa Militar                      | Chorrillos                           |
| Fernando Terán                   | Prolongación Paseo de la República con Av. Fernando Terán  | Chorrillos                           |
| Rosario de Villa                 | Prolongación Paseo de la República con Calle Madalengoitia | Chorrillos                           |
| Matellini                        | Prolongación Paseo de la República con Av. Matellini       | Chorrillos                           |

## Servicios troncales
Los servicios troncales se diferencian entre regulares, expresos y servicio lechucero.
Regulares
Se detienen en todas las estaciones. Se incluyen dentro de estos servicios el Regular A, el Regular B, el Regular C y el Regular D, determinados por su recorrido en la Troncal Centro.
- Regular A: Se detiene en todas las estaciones desde Estación Naranjal hasta Estación Central, utiliza el ramal de Av. Emancipación y Jr. Lampa (centro histórico de Lima). Está representado por el color celeste. El servicio está disponible de lunes a sábado de 05:00 a 23:00 y los domingos de 05:00 a 22:00 de norte a sur y de sur a norte está disponible de lunes a sábado de 05:35 a 23:00 y los domingos de 05:35 a 22:00.

- Regular B: Se detiene en todas las estaciones desde Terminal Chimpu Ocllo hasta Estación Central utilizando el ramal de Av. Alfonso Ugarte y Av. España. Está representado por el color anaranjado. El servicio está disponible de lunes a domingo. El servicio está disponible de lunes a viernes de 10:00 a 23:00, los sábados de 05:15 a 23:00 y domingos de 05:15 a 22:00. Antes del 27 de diciembre del 2024, su ruta iba entre Estación Los Incas y la Estación Plaza de Flores y hasta el 15 de diciembre de 2023, su ruta iba entre la Estación Naranjal y la Estación Matellini

- Regular C: Se detiene en todas las estaciones desde Estación Ramón Castilla hasta Estación Matellini siendo el único servicio regular que termina su recorrido en la estación Matellini. Está representado por el color verde. El servicio está disponible de lunes a sábado de 05:00 a 23:00 y los domingos de 05:00 a 22:00.

- Regular D: Empezó a operar desde el 30 de enero de 2017. Se detiene en todas las estaciones desde Estación Naranjal hasta Estación Central, utiliza el ramal de Av. Alfonso Ugarte y Av. España. Está representado por el color morado. El servicio está disponible de lunes a viernes de 05:00 a 10:00 de norte a sur y de sur a norte está disponible de 05:35 a 10:30.

### Expresos
Estos servicios se detienen en estaciones con mayor demanda de usuarios con la finalidad de lograr una mayor fluidez durante horas punta. En la actualidad existen 16 servicios expresos. Todos ellos, excepto el Expreso 10 y el Lechucero, utilizan el ramal de Av. Alfonso Ugarte y Av. España por contar con dos carriles lo que permite adelantar a los buses de los servicios regulares.
- Expreso 1: Entró en funcionamiento el 1 de mayo de 2010. Parte desde Estación Central hasta Estación Matellini. Está representado por el color plateado. Funciona de lunes a viernes de 05:00 a 21:00 de sur a norte y de norte a sur funciona de 05:30 a 21:00. Los fines de semana (sábados y domingos) opera de 6:00 a 21:00 de sur a norte y de norte a sur funciona de 6:30 a 21:00.[25]

- Expreso 2: Entró en funcionamiento el 8 de noviembre de 2010. Parte desde Estación Naranjal hasta Veintiocho de Julio en el sentido norte a sur y desde Estación Ricardo Palma hasta Naranjal en el sentido sur a norte. Está representado por el color azul. Funciona de lunes a viernes de 05:00 a 09:00 de norte a sur y de sur a norte funciona de 17:00 a 21:00, y los sábados de norte a sur de 06:00 a 09:00 y de sur a norte de 12:30 a 15:30.

- Expreso 3: Entró en funcionamiento el 22 de noviembre de 2010. Parte desde Estación Benavides hasta Estación Naranjal solo en el sentido sur a norte. Está representado por el color dorado. Funciona de lunes a viernes de 17:00 a 21:00 y los sábados de 12:30 a 15:30.

- Expreso 4 (Inoperativo): Entró en funcionamiento el 12 de marzo de 2011. Parte desde Estación Naranjal hasta Estación Plaza de Flores. Estaba representado por el color rojo. Funcionaba solamente los sábados de 05:15 a 20:15 de norte a sur y de sur a norte funciona de 05:15 a 21:00. Dejó de funcionar el 24 de abril de 2024 por reajustes, la ruta a continuación es su reemplazo.[26]

- Expreso 5: Entró en funcionamiento el 11 de marzo de 2013. Parte desde Estación Naranjal hasta Estación Plaza de Flores. Está representado por el color guinda. Funciona de lunes a viernes de 9:00 a 17:00 debido a la alta demanda existente fuera de las horas punta, y los sábados de 5:15 a 20:20. En algunos feriados es puesto en funcionamiento debido a la alta demanda de pasajeros.[27][28][29]

- Expreso 6: Entró en funcionamiento el 30 de enero de 2017. Parte desde Estación Izaguirre hasta Estación Benavides. Está representado por el color negro. Funciona de lunes a viernes de 05:30 a 10:00 solamente en el sentido norte a sur.

- Expreso 7: Entró en funcionamiento el 30 de enero de 2017. Parte desde Estación Tomás Valle hasta Estación Angamos. Está representado por el color granate. Funciona de lunes a viernes de 05:30 a 09:00 solamente en el sentido norte a sur.

- Expreso 8: Entró en funcionamiento el 30 de enero de 2017. Parte desde Estación Izaguirre hasta Estación Plaza de Flores. Está representado por el color rosado. Funciona de lunes a viernes de 17:00 a 20:30 de norte a sur y de sur a norte funciona de 17:00 a 21:00.

- Expreso 9: Entró en funcionamiento el 18 de diciembre de 2017. Parte desde Estación UNI hasta Estación Benavides de norte a sur y de sur a norte parte desde Estación Plaza de Flores hasta Estación UNI. Está representado por el color celeste claro. Funciona de lunes a viernes de 05:30 a 9:00.

- Expreso 10: Entró en funcionamiento el 17 de abril de 2023. Parte desde Estación Naranjal hasta Estación Central y utiliza el ramal de Av. Emancipación y Jr. Lampa. Está representado por el color verde menta. Funciona de lunes a viernes de 06:00 a 09:00 solamente en el sentido de norte a sur.

- Expreso 11: Entró en funcionamiento el 18 de diciembre de 2023. Parte desde  Estación Los Incas hasta Estación Central y utiliza el ramal de Av. Universitaria, Av. Tupac Amaru y Av. Alfonso Ugarte. Está representado por el color morado oscuro. Funciona de lunes a viernes de 05:00 a 10:00 de norte a sur y de sur a norte 5:45 a 10:45.
- Expreso 12: Entró en funcionamiento el 18 de diciembre de 2023. Parte desde Estación Central hasta Estación Benavides va por la Vía Expresa Luis Fernán Bedoya Reyes. Está representado por el color marrón. Funciona de lunes a viernes de 05:45 a 10:00 solamente en el sentido de norte a sur.
- Expreso 13: Entró en funcionamiento el 28 de diciembre de 2024. Parte desde el Terminal Chimpu Ocllo hasta la Estación Central y viceversa. Está representado por el color fucsia. El horario hacia el sur es de 05:00 hasta 10:00. Y el horario hacia el norte es de 05:50 hasta 10:10.

- Súper Expreso: Entró en funcionamiento el 26 de marzo de 2012. Parte desde Estación Naranjal hasta Veintiocho de Julio de norte a sur y de sur a norte parte desde  Estación Aramburú hasta Estación Naranjal. Está representado por el color verde claro. Funciona de lunes a viernes de 05:45 a 09:00 de norte a sur y viceversa, y de 17:00 a 21:00 solamente en el sentido de sur a norte. Los sábados funciona de 6:00 a 9:00.

- Súper Expreso Norte: Entró en funcionamiento el 2 de mayo de 2016. Parte desde Estación Naranjal hasta Estación Central. Está representado por el color amarillo. Funciona de lunes a viernes de 05:00 a 10:00 y de 16:30 a 20:30 de norte a sur y de sur a norte funciona de 05:30 a 10:00 y de 17:00 a 21:00. El 21 de octubre del 2024 con el fin de reducir la demanda existente en las mañanas, se agregó una nueva ruta que parte desde Estación Veintidós de Agosto hasta Estación Central, este último funciona de lunes a viernes de 6:00 a 8:30 solo de norte a sur.
- Lechucero: Entró en funcionamiento el 22 de julio de 2022 debido a la demanda existente durante las horas de la madrugada de los fines de semana. Parte desde Estación Naranjal hasta Estación Matellini. Está representado por el color gris. Funciona los viernes y sábados de 23:30 a 04:00 en ambos sentidos.[30]

### Paraderos de rutas
Las rutas del Metropolitano paran en las siguientes estaciones (darle click a cada ruta para ver su recorrido:
Regulares:Regular A paradasRegular B paradasRegular C paradasRegular D paradas
Expresos:Expreso 1 paradasExpreso 2 paradasExpreso 3 paradasExpreso 5 paradasExpreso 6 paradasExpreso 7 paradasExpreso 8 paradasExpreso 9 paradasExpreso 10 paradasExpreso 11 paradasExpreso 12 paradas Expreso 13 paradas Super Expreso paradasSuper Expreso Norte paradasExpreso Lechucero paradas

## Servicios alimentadores
Son líneas de autobuses convencionales cuyo objetivo es facilitar el acceso de los usuarios a los terminales del corredor troncal.

### Zona norte

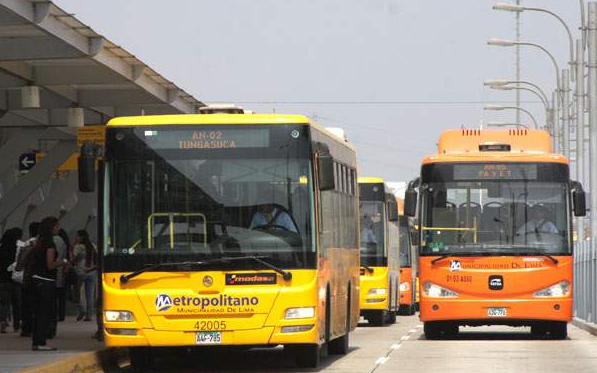
Buses alimentadores en el terminal Naranjal

Los servicios se encuentran operados por buses de 12 metros y 8.5 metros, siendo de color amarillo y anaranjado respectivamente. En la zona norte los servicios confluyen desde diversas estaciones: Terminal Naranjal, en el Terminal Chimpu Ocllo, la Estación Los Incas, la Estación Andrés Belaunde, la Estación 22 de Agosto y la Estación Universidad
Terminal Naranjal:
- AN-01 Tahuantinsuyo
- AN-02 Naranjal
- AN-05 Payet
- AN-06 Puno
- AN-07 Belaúnde
- AN-08 Milagros de Jesús
- AN-12 Puente Piedra
- AN-13 La Ensenada
- AN-14 Bertello
- AN-15 Los Alisos
- AN-16 Los Olivos
- AN-17 Antúnez de Mayolo
- AN-18 Izaguirre

Terminal Chimpu Ocllo:
- AN-10 San Juan de Dios
- AN-11 Universitaria

Estación Los Incas:
- AN-04 Collique

Estación Andrés Belaunde:
- AN-09 Carabayllo

Estación 22 de Agosto:
- AN-19 Torre Blanca

Estación Universidad:
- AN-03 Trapiche

### Zona sur
Todos los servicios confluyen en el terminal Matellini.
Operados por buses de 12 metros:
- AS-02 Cedros de Villa
- AS-04 Villa El Salvador
- AS-07 América
- AS-08 Los Próceres
- AS-10 Circuito de playas (funciona solo en verano)

## Medios de pago
Los medios de pago válidos para el sistema son la tarjeta del Metropolitano y la tarjeta Lima Pass. Se debe contar con una tarjeta ya que es el único medio de pago para el uso del sistema. Posee un chip y es recargable. Las estaciones cuentan con puntos de recarga. Así como alrededor de la ciudad pueden recargarse en Tiendas Tambo y Oxxo y en varios establecimientos independientes llamados puntos de recarga externos. Existen 3 tipos de tarjetas:
- General: Para todos los usuarios que quieran hacer uso del sistema.
- Escolar: Está destinado a los escolares, son de color anaranjado. Tiene vigencia solamente en el periodo escolar.
- Universitario: Está destinada a los universitarios y estudiantes de institutos superiores reconocidos por el Ministerio de Educación. Son de color verde y tienen vigencia hasta la fecha de caducidad de los carnés de medio pasaje del usuario.

Los bomberos y policías, quienes tienen acceso gratuito al sistema, no poseen una tarjeta electrónica distinta. Las personas con discapacidad tienen acceso gratuito, previa presentación del carné de acreditación del CONADIS.

## Tarifas
La tarifa vigente desde el 16 de julio de 2022 es de S/ 3.20 para los servicios troncales y S/ 1.00 y S/ 1.50 para los alimentadores. Asimismo, existe una tarifa integrada de S/ 3.50, bajo las siguientes modalidades:
- Alimentador - Troncal: Al abordar el bus alimentador el validador debitará S/ 1.00 o S/1.50; luego, para abordar el bus troncal, se debitara S/ 2.50 o 2.00 adicional.
- Troncal - Alimentador: Para abordar el bus troncal el validador debitará S/ 3.20; luego, al abordar el bus alimentador el costo adicional sería de S/ 0.30 céntimos.
- Alimentador - Troncal - Alimentador: Al abordar el bus alimentador el validador debitará S/ 1.00 o S/ 1.50; luego, para abordar el bus troncal, S/ 2.00 o S/ 2.50 adicional y, finalmente, al abordar el bus alimentador, debitará S/ 0.00.

| Modalidad | Tarifa  | Tarifa  |
| Modalidad | General | Medio   |
| --- | ------- | ------- |
| Solo troncal | S/ 3.20 | S/ 1.60 |
| Troncal + alimentador | S/ 3.50 | S/ 1.75 |
| Alimentador + troncal | S/ 3.50 | S/ 1.75 |
| Alimentador + troncal + alimentador | S/ 3.50 | S/ 1.75 |
| Solo alimentador con ruta corta (Alisos, Bertello, Izaguirre, Los Olivos, Mayolo, Payet, Tahuantinsuyo, Puno, Belaunde, América, Cedros de Villa y Próceres)                   | S/ 1.00 | S/ 0.50 |
| Solo alimentador con ruta larga (Ensenada, Puente Piedra, Trapiche, Villa El Salvador, Milagro de Jesús, Collique, Carabayllo, Universitaria, San Juan de Dios y Torre Blanca) | S/ 1.50 | S/ 0.75 |
| Solo alimentador Servicio Especial Playero | S/ 3.50 | S/ 1.75 |

Para el caso de las tarjetas preferenciales de escolares y universitarios se cobra la mitad de las tarifas mencionadas. El tiempo que el sistema ha habilitado para realizar los trasbordos considerándolos dentro de la tarifa integrada es de 122 minutos. 
- La tarifa escolar es válida solo en período escolar (marzo a diciembre), de lunes a viernes. Renovable, presentando documentación requerida.
- La tarifa universitaria es válida de lunes a sábado, hasta la fecha de caducidad del carné universitario o del instituto reconocido por el Ministerio de Educación. Renovable, presentando el carné correspondiente.

El 2 de marzo del 2022, el Ministerio de Transportes y Comunicaciones (MTC) y la Autoridad de Transporte Urbano para Lima y Callao (ATU) entregaron, de manera colaborativa, al concesionario Metro de Lima Línea 2 los perfiles de la Tarjeta Interoperable de Transporte (TIT), con la finalidad de impulsar el desarrollo del Sistema de Control de Pasajeros de la Línea 2 del Metro de Lima y Callao, Dichas tarjetas permitirán en un futuro que los usuarios manejen, una única tarjeta para los distintos sistemas de transporte (interconectar el Metropolitano, los Corredores Complementarios, la Línea 1 y la futura Línea 2).

## Flota
La totalidad de los buses del Metropolitano tienen la certificación Euro 4 y usan como combustible el GNV (gas natural vehicular).
Troncal
| Modelo y chasis                                                               | Año  | Origen | Tipo       | N° Padrón               | Estado           |
| ----------------------------------------------------------------------------- | ---- | ------ | ---------- | ----------------------- | ---------------- |
| Modasa Huanghai DD6187S02 Bonluck DD6181S32 (Lima Vías Express) (Gris claro)  | 2009 | Perú   | Articulado | 11001 a 11079           | Operativo        |
| Modasa Huanghai DD6187S02 Bonluck DD6181S32 (Lima Bus Internac.) (Gris claro) | 2009 | Perú   | Articulado | 21001 a 21079           | Operativo        |
| Modasa Huanghai DD6187S02 Bonluck DD6181S32 (Perú Masivo) (Gris claro)        | 2009 | Perú   | Articulado | 41001 a 41079           | Operativo        |
| TATSA Puma GNV18 King Long XMQ6181G (Transvial) (Gris claro)                  | 2009 | China  | Articulado | 01-03-T001 a 01-03-T079 | Operativo        |
| Modasa IronBus 2 Scania K330 Euro VI (6) (Gris claro y gris oscuro)           | 2024 | Perú   | Articulado | Desconocido             | Futura operación |

Alimentador
| Modelo y chasis                                               | Año  | Origen | Longitud  | Tipo         | N.º Padrón              | Estado    |
| ------------------------------------------------------------- | ---- | ------ | --------- | ------------ | ----------------------- | --------- |
| Modasa Huanghai DD6129S71 (Lima Vías Express) (Amarillo)      | 2009 | Perú   | 12 metros | Convencional | 12001 a 12079           | Operativo |
| Modasa Huanghai DD6129S71 (Lima Bus Internacional) (Amarillo) | 2009 | Perú   | 12 metros | Convencional | 22001 a 22079           | Operativo |
| Modasa Huanghai DD6129S71 (Perú Masivo) (Amarillo)            | 2009 | Perú   | 12 metros | Convencional | 42001 a 42079           | Operativo |
| TATSA Puma GNV12 King Long XMQ6123G (Transvial) (Amarillo)    | 2009 | China  | 12 metros | Convencional | 01-03 A001 a 01-03 A079 | Operativo |
| TATSA Puma GNV9 King Long XMQ6892G (Transvial) (Naranja)      | 2009 | China  | 9 metros  | Microbus     | 01-03 A001 a 01-03 A079 | Operativo |
| TATSA Puma Sunlong GNV (Transvial) (Naranja)                  | 2009 | China  | 9 metros  | Microbus     | 01-03 A001 a 01-03 A011 | Operativo |

Hacia 2015, el sistema contaba con 300 buses articulados en vías troncales y 220 buses en las vías alimentadoras en sus 23 rutas. Estas unidades se incrementarán en el futuro con la ampliación de su ruta troncal hasta Chimpu Ocllo. Actualmente se cuentan con 305 buses articulados y 244 convencionales.

## Concesionarios de operación
La operación de los buses está a cargo de cuatro consorcios designados por licitación pública.
| Empresa operadora              | Periodo de concesión |
| ------------------------------ | -------------------- |
| Lima Bus Internacional 1 S. A. | 20 años              |
| Lima Vías Express S. A.        | 20 años              |
| Perú Masivo S. A.              | 20 años              |
| Transvial Lima S. A. C.        | 20 años              |

## Galería

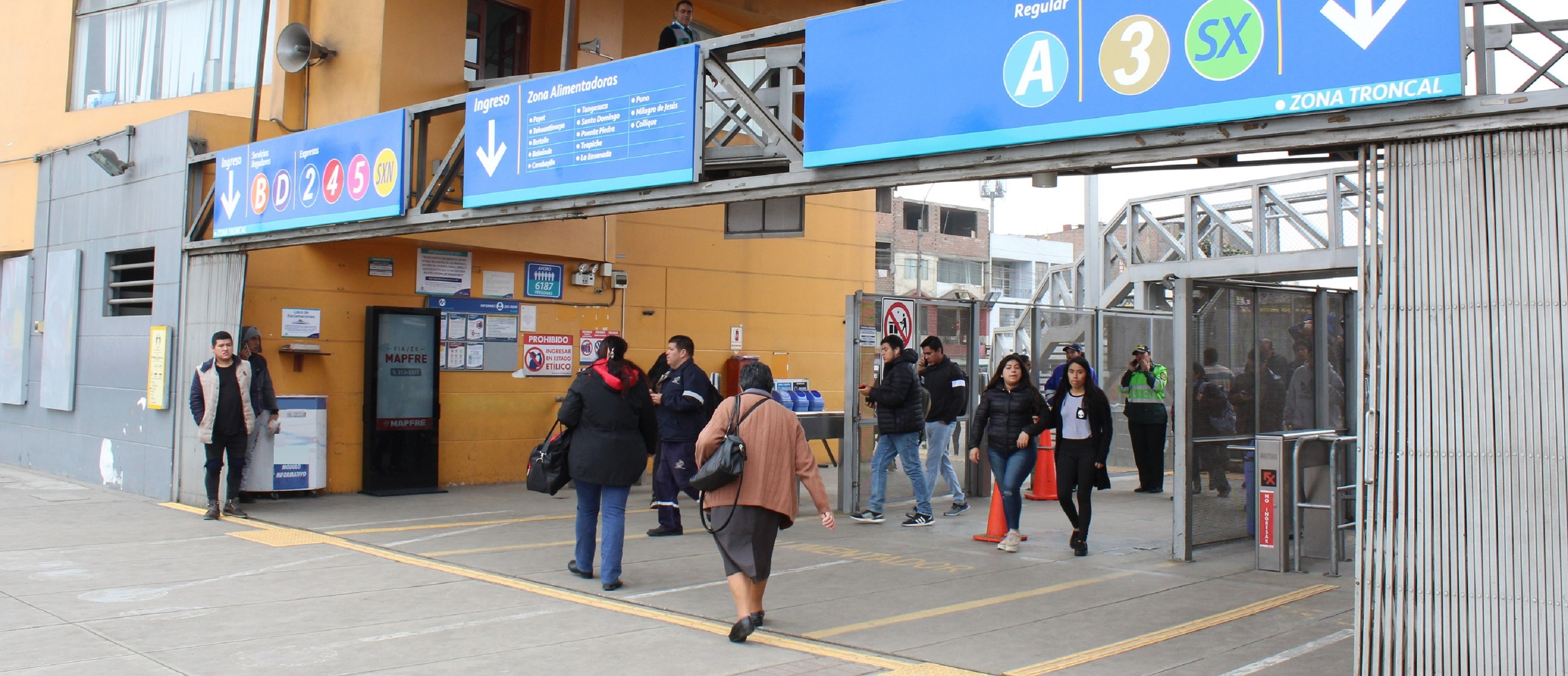
Terminal Naranjal
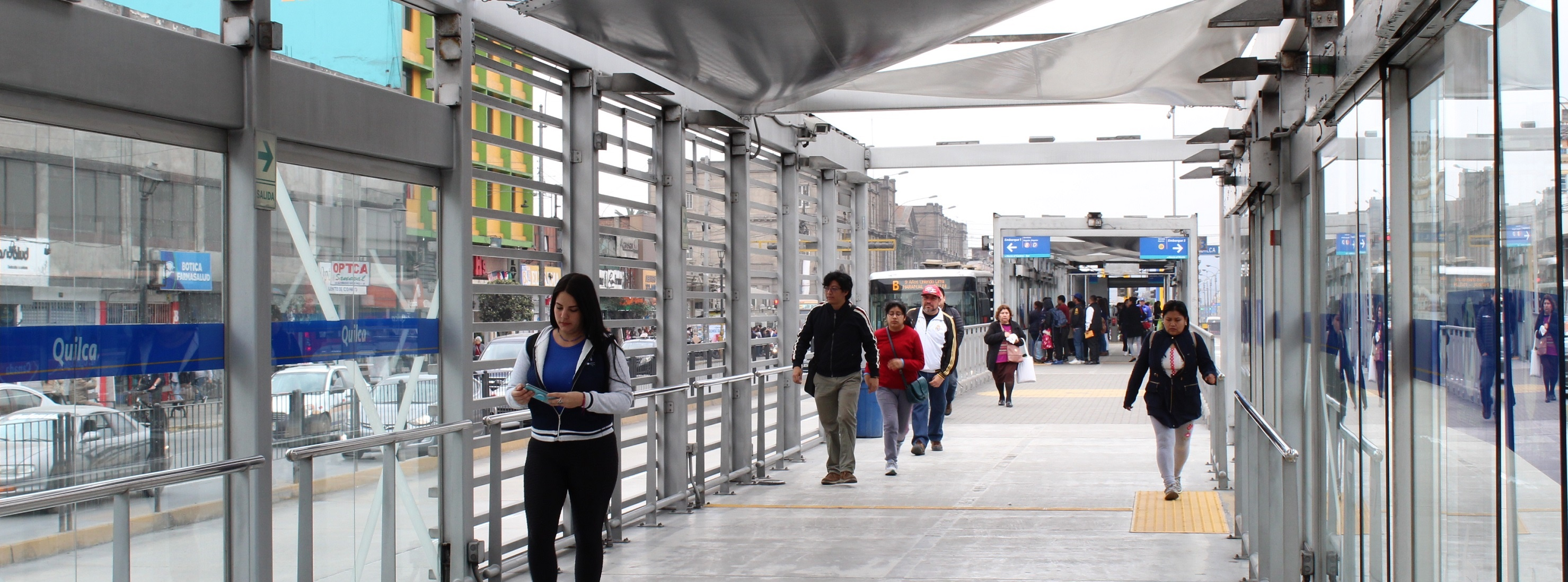
Estación Quilca
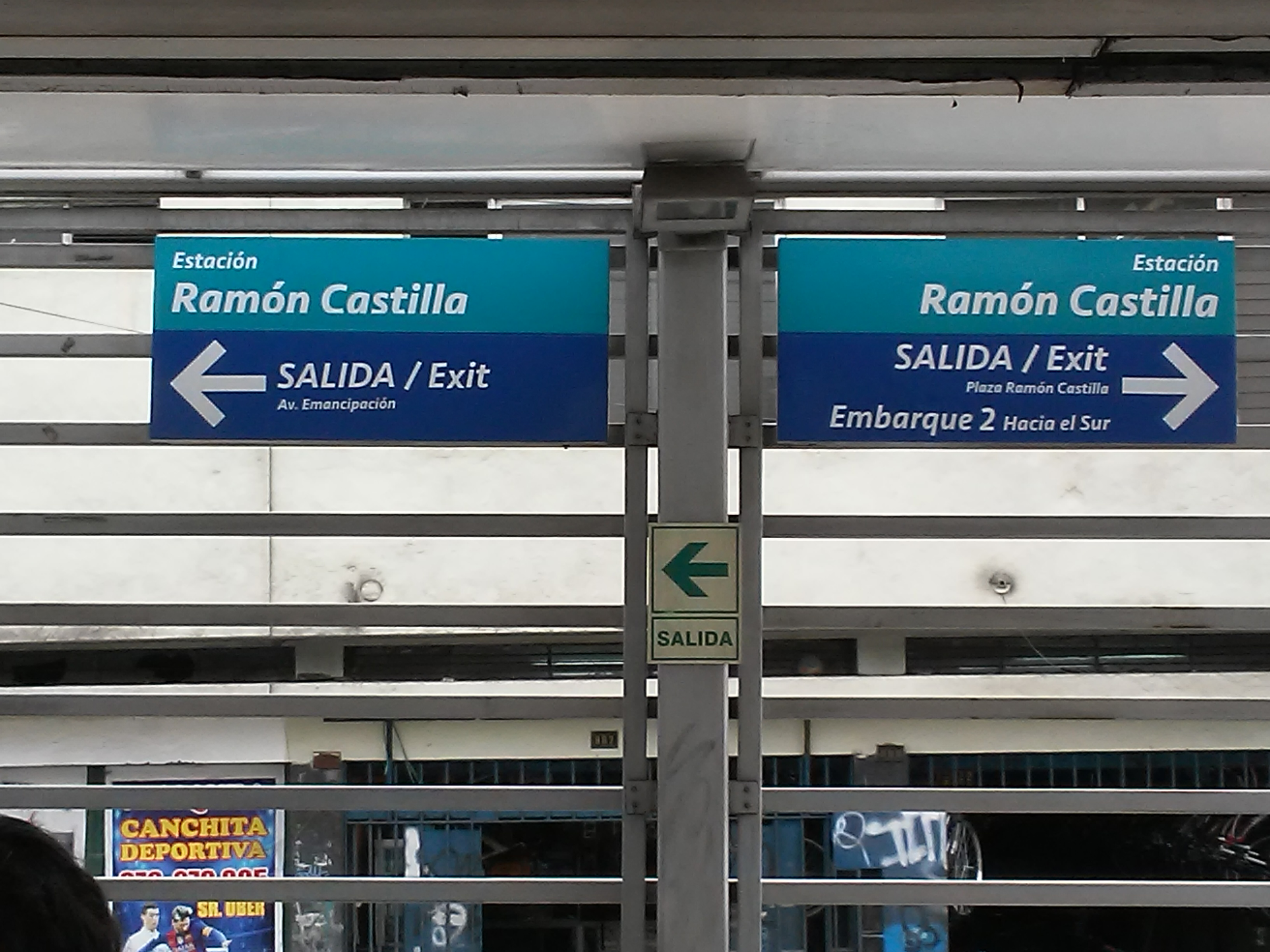
Señalética en la estación Ramón Castilla
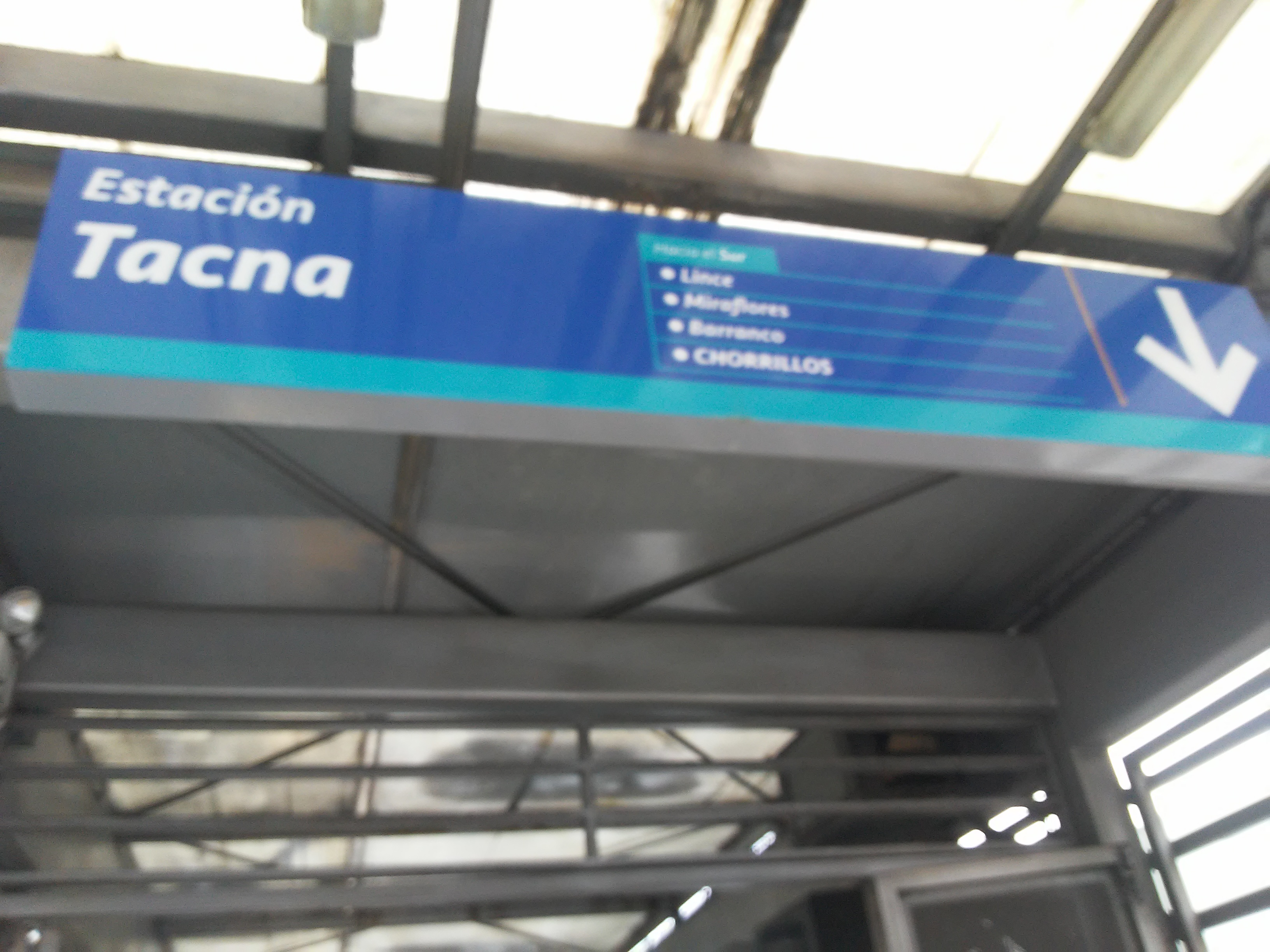
Ingreso a la Estación Tacna
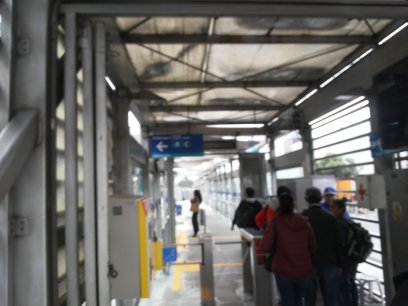
Vista interna de la Estación Tacna
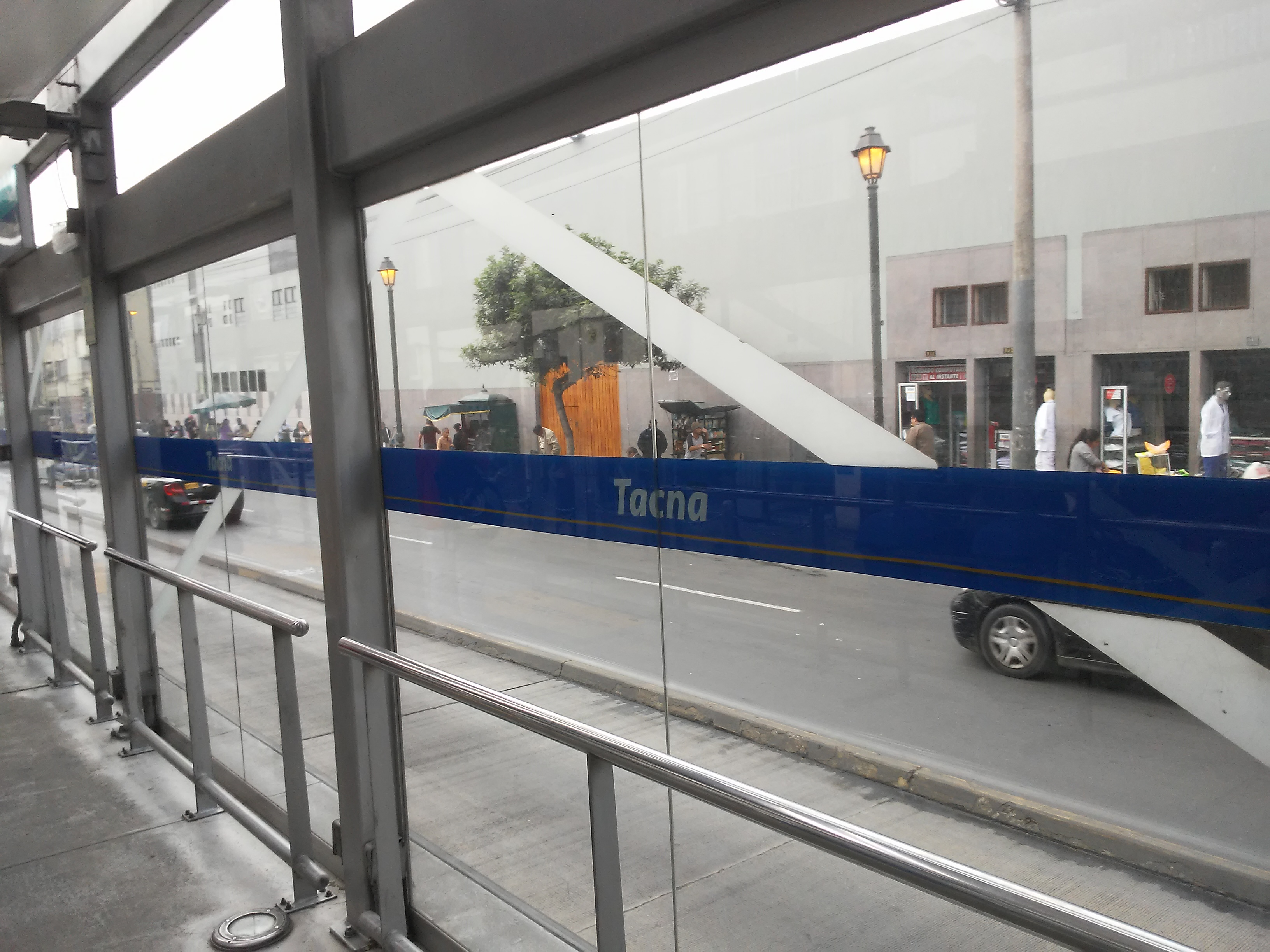
Señalética de la Estación Tacna
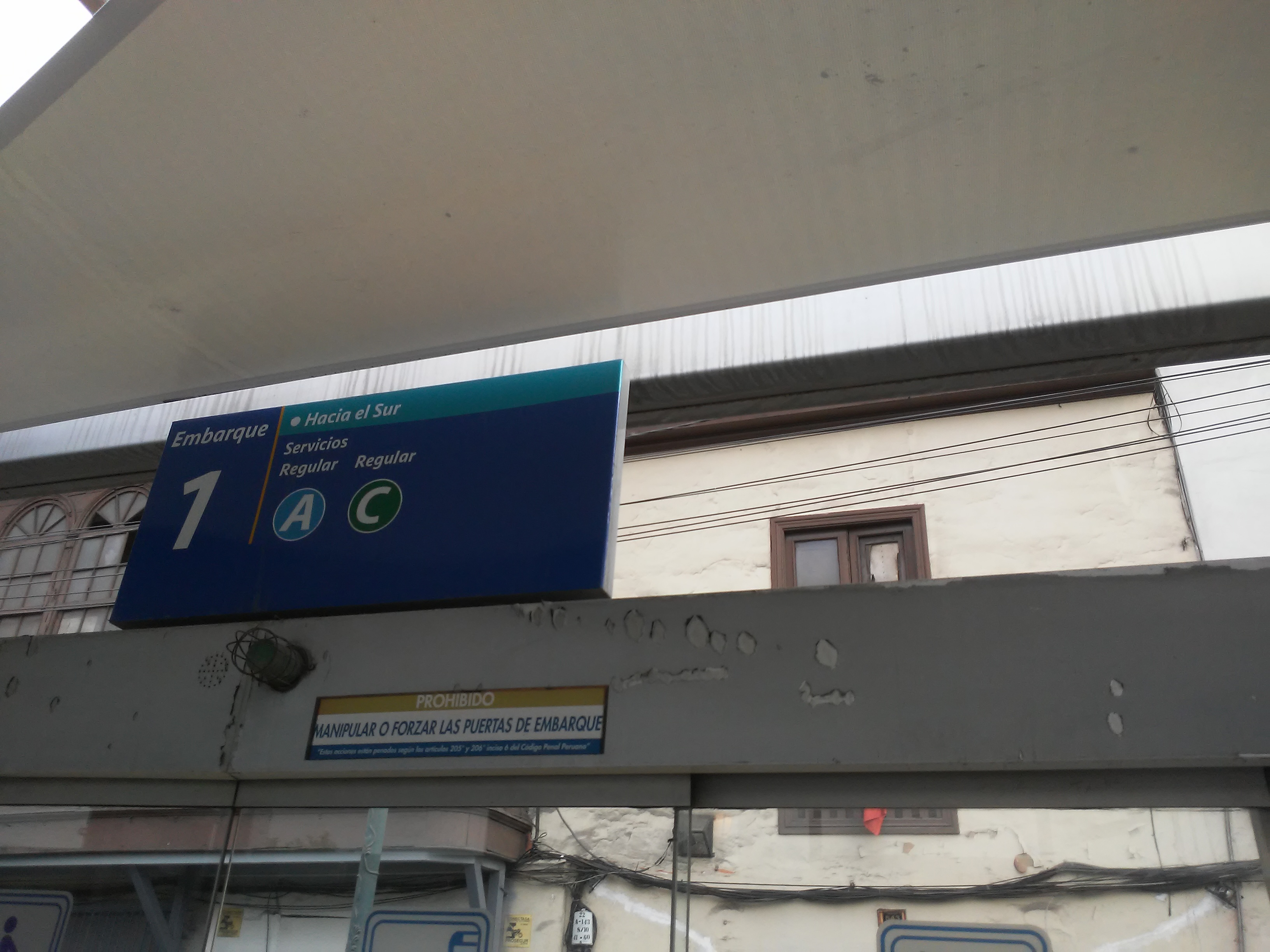
Señalética de embarque al sur de la Estación Tacna
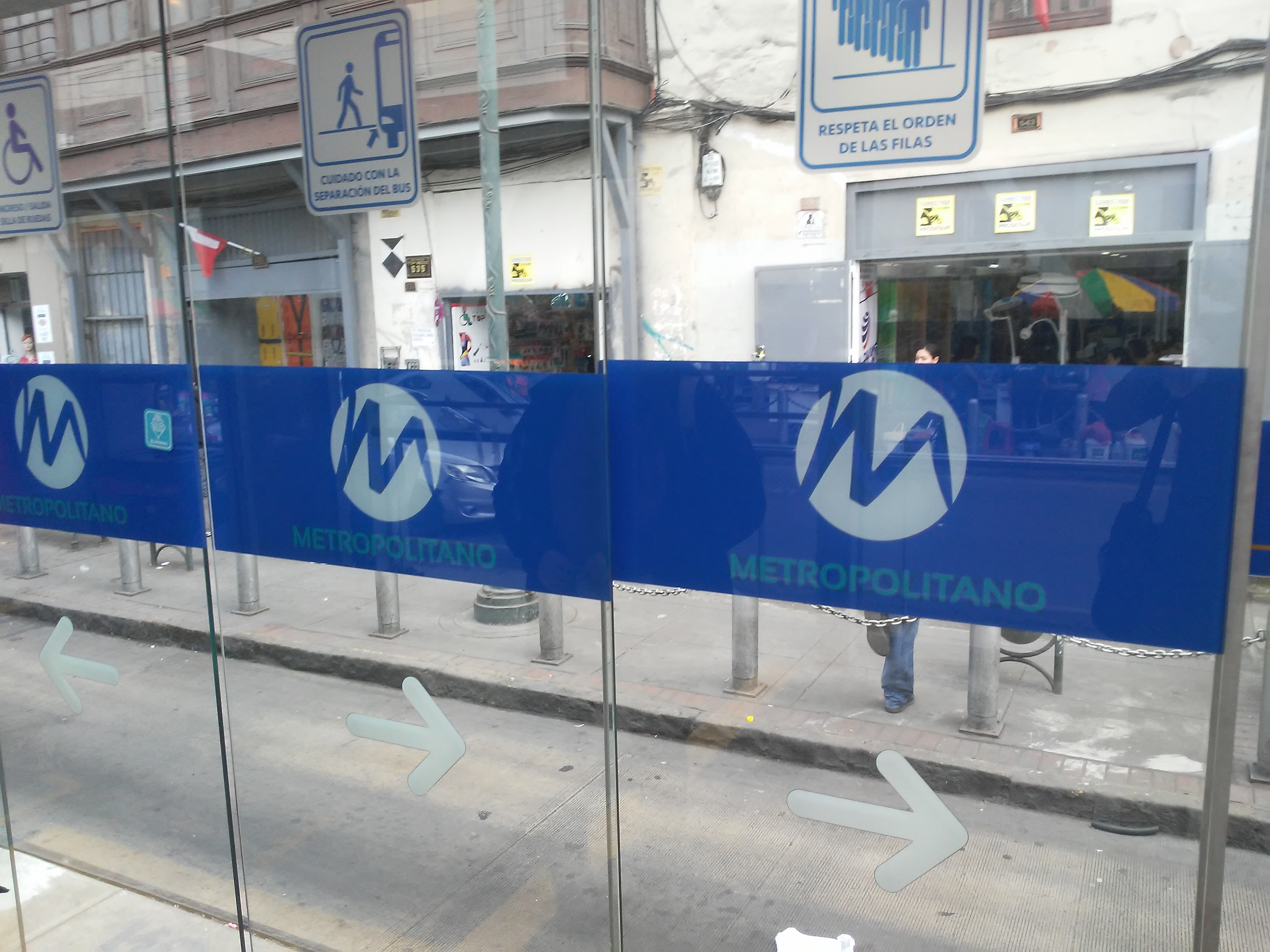
Puerta automática de la Estación Tacna
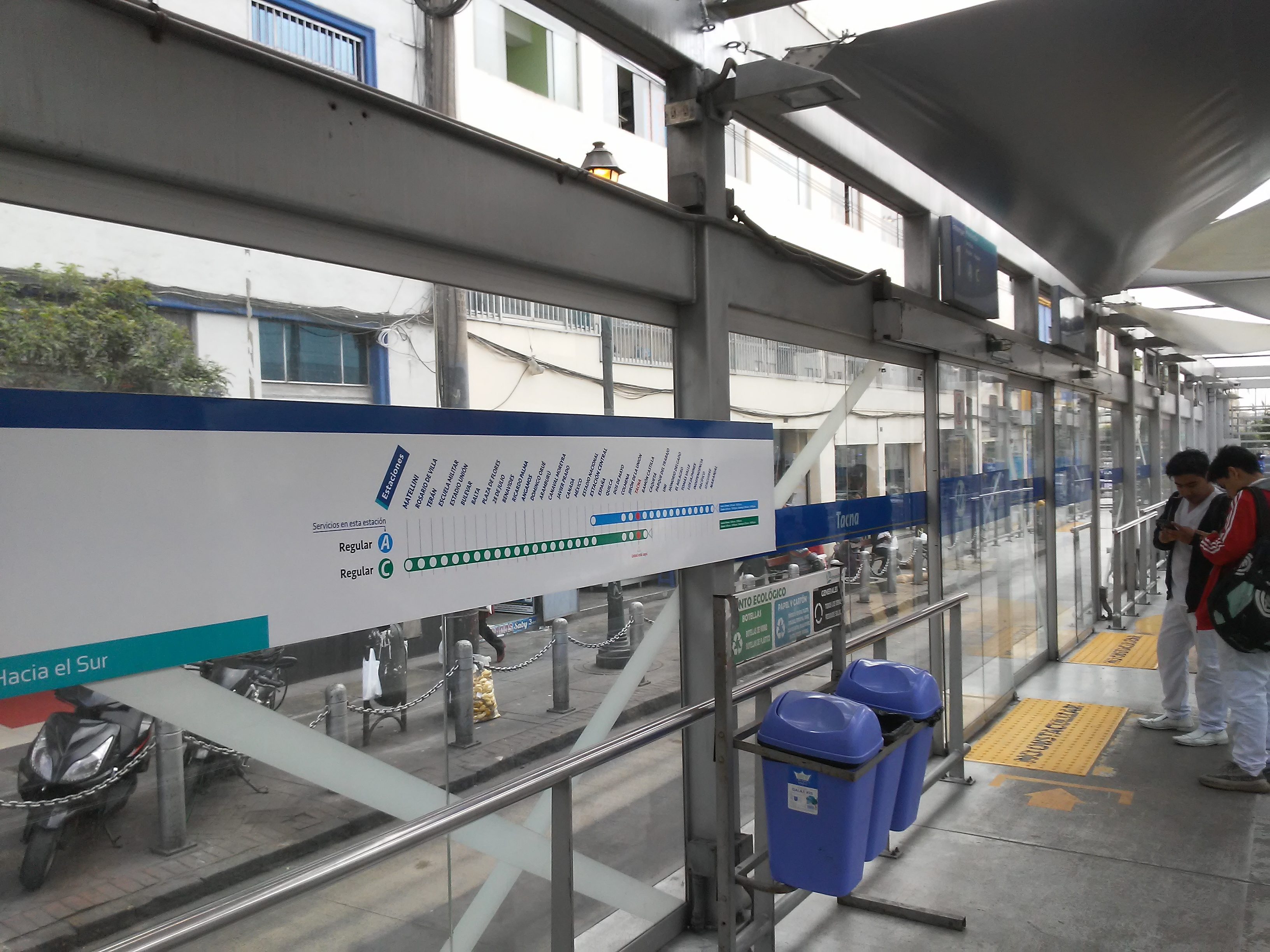
Mapa de línea en la Estación Tacna
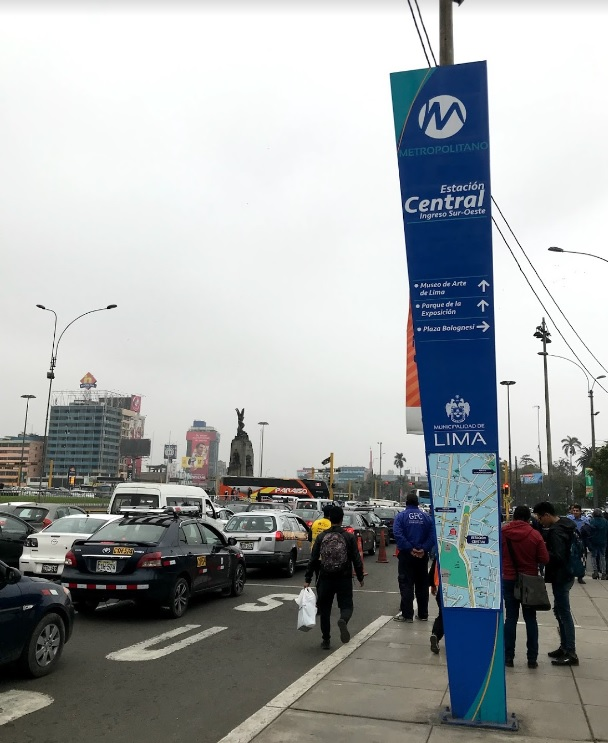
Totem del acceso suroeste a la Estación Central
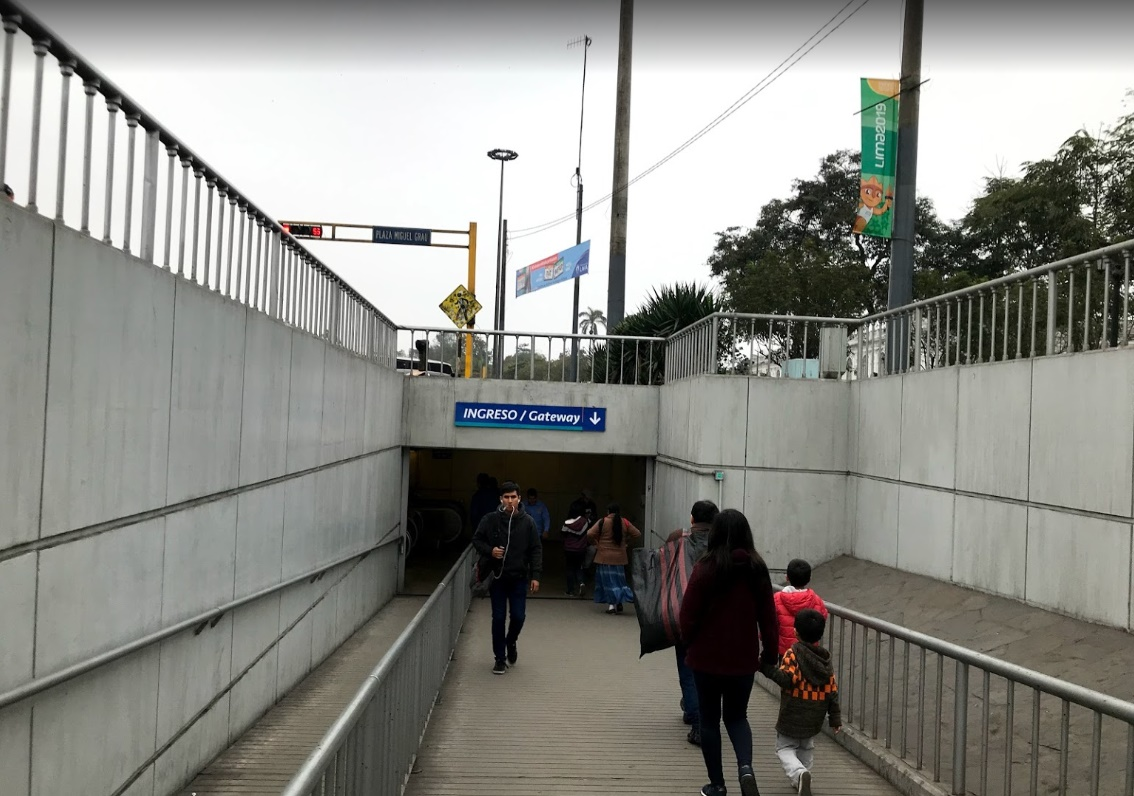
Rampa suroeste a la Estación Central
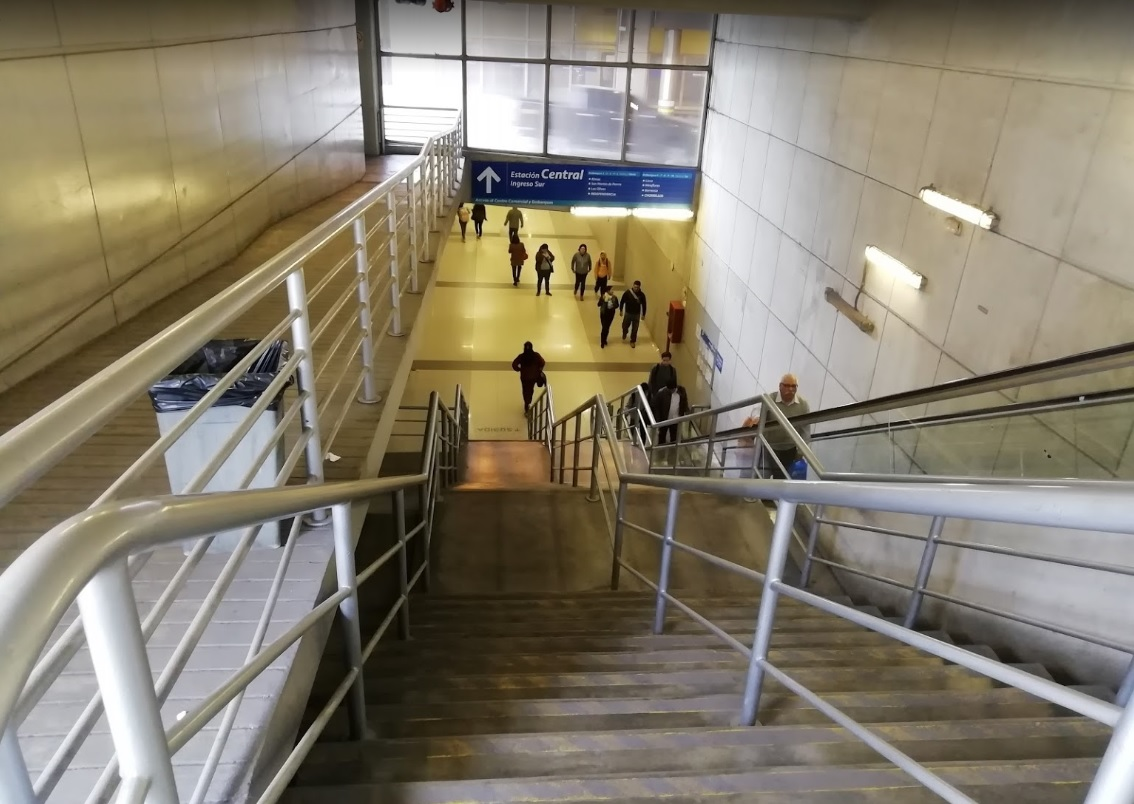
Ingreso suroeste a la Estación Central
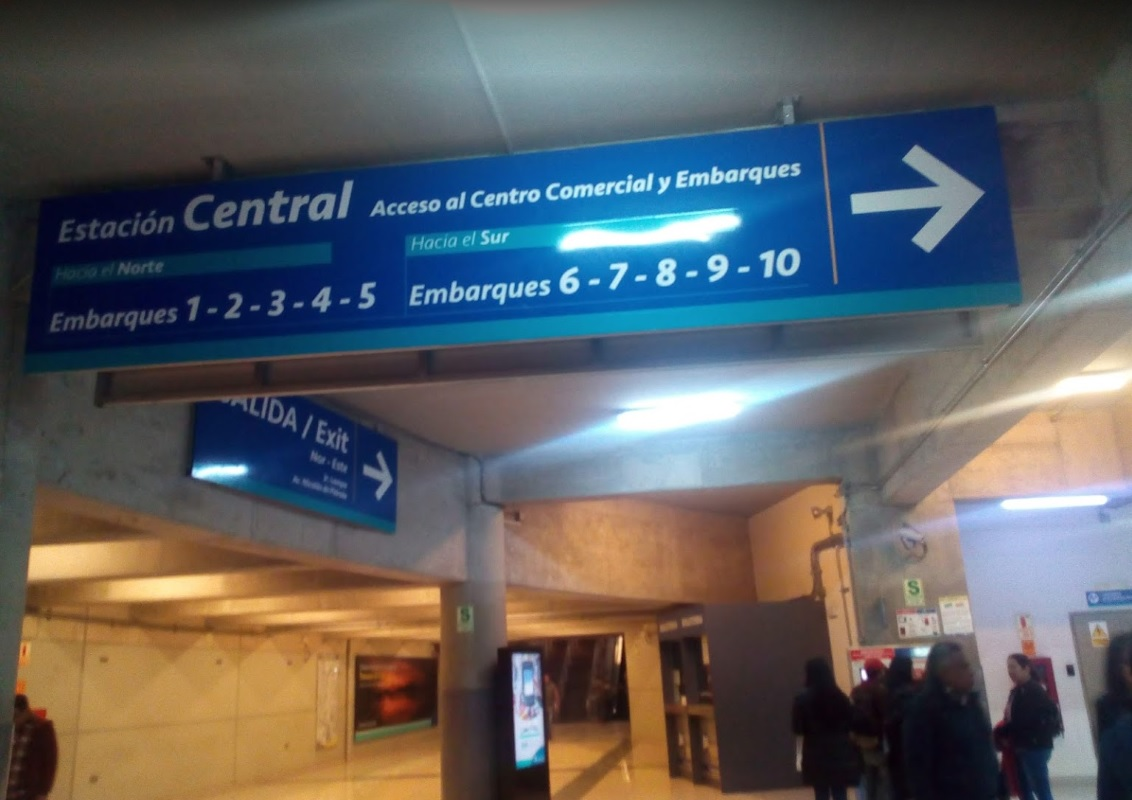
Acceso norte a la Estación Central
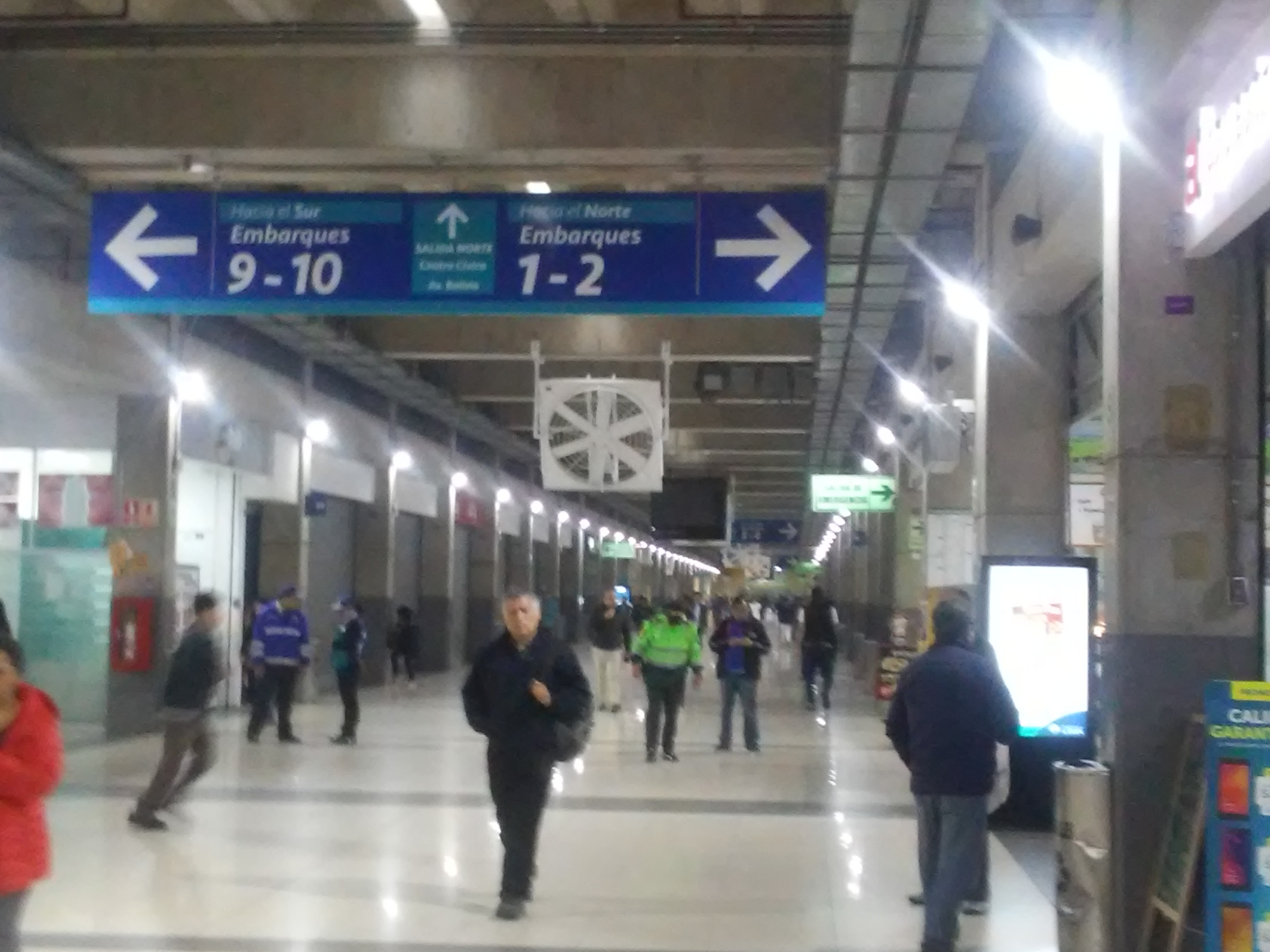
Zona comercial de la Estación Central
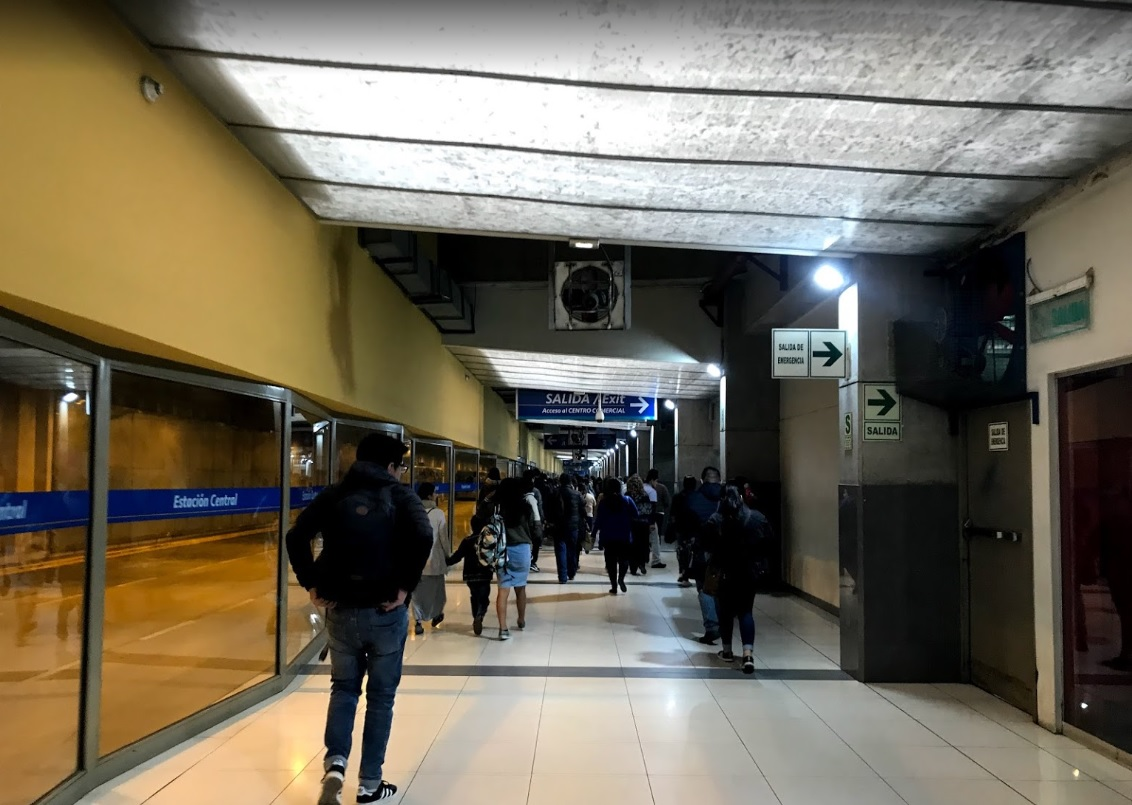
Embarques de la Estación Central
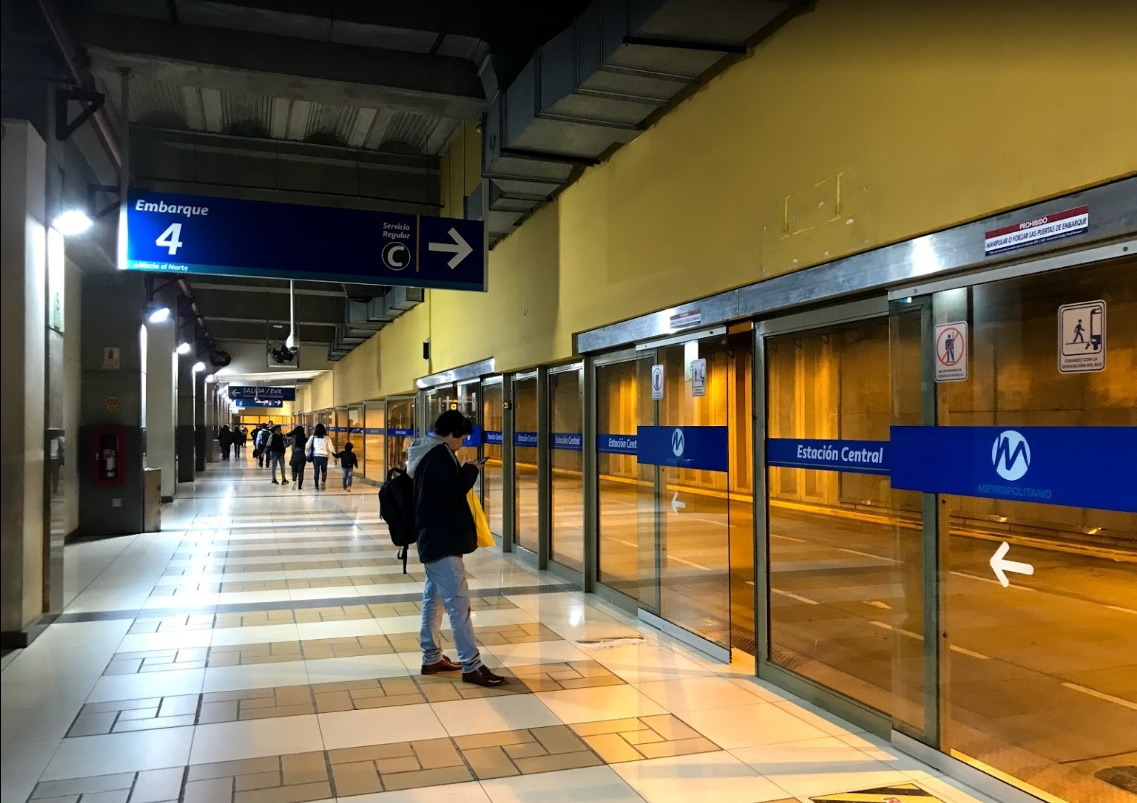
Embarques de la Estación Central
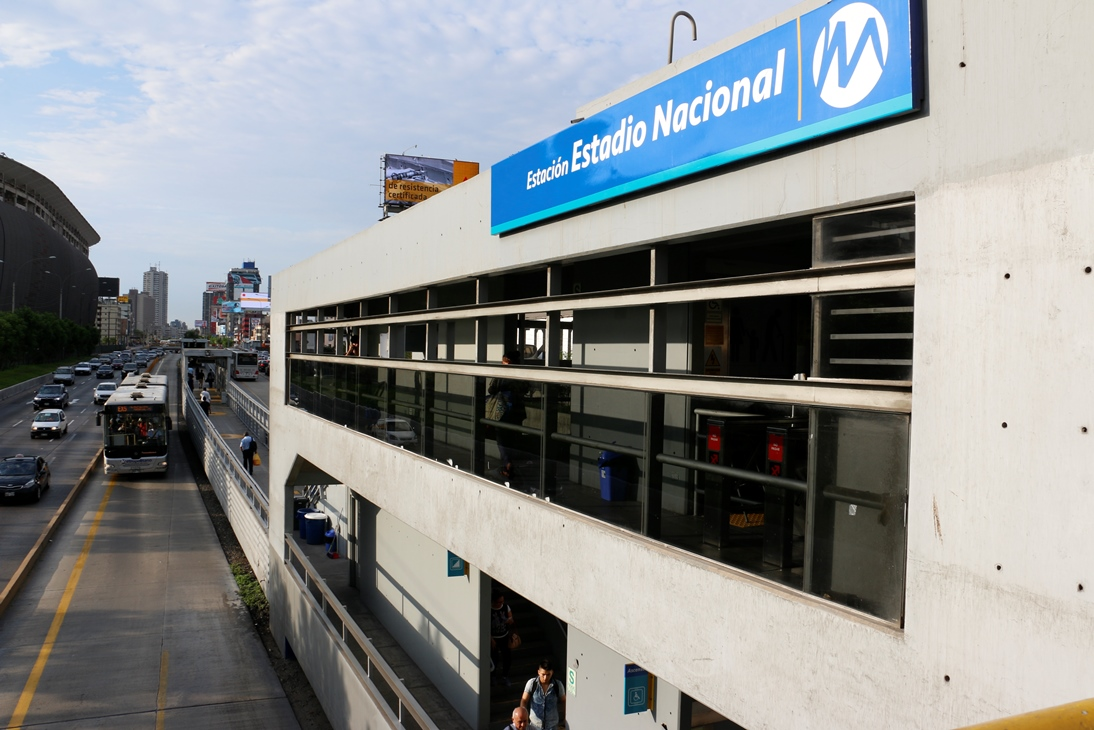
Vista de la estación Estadio Nacional
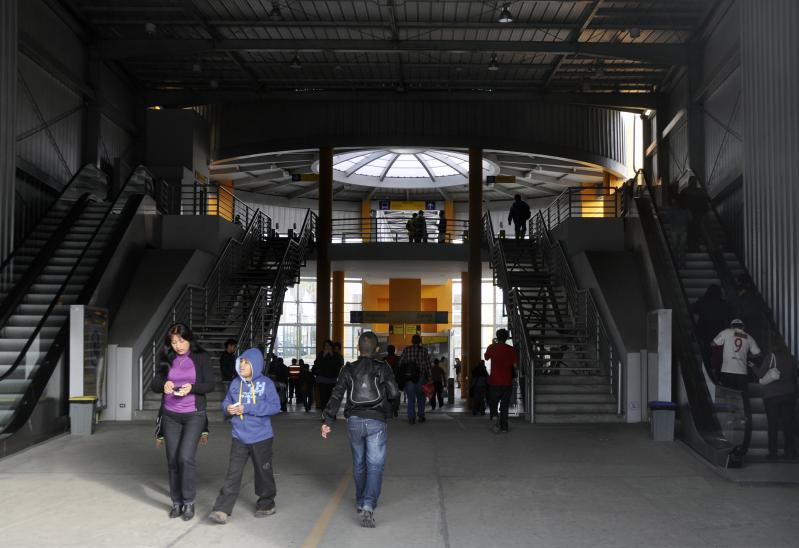
Terminal Matellini